# Jimy Raw
Germano Raw Neto, mais conhecido como Jimy Raw ou Jimmy Raw (Niterói, 4 de julho de 1961 — Rio de Janeiro, 2 de junho de 2020) foi um radialista, apresentador de televisão e cantor do Rio de Janeiro.

## Biografia e carreira
O comunicador começou sua carreira bem jovem, como um dos produtores do programa 'Aqui e Agora' na extinta TV Tupi. No mundo do rádio, onde era muito respeitado e considerado uma referência de “voz carioca”, começou na Rádio Capital, mas como contato comercial.
Mudou-se em 1982 para o estado do Paraná, atendendo ao convite do jornalista Ari Soares para integrar a equipe de produtores e apresentadores do programa 'Na Boca do Povo' nas tardes da TV OM, então afiliada da Bandeirantes, atual CNT. Foi em Curitiba que começou sua vitoriosa carreira no rádio, se destacando como comunicador na FM 104 (atual Jovem Pan FM Curitiba).
Voltou para o Rio de Janeiro, onde ficou famoso por seus programas nas seguintes estações de rádio: Antena1 FM e 98 FM (hoje Rádio Globo), esta última pertencente ao Sistema Globo de Rádio.
Teve uma rápida passagem por São Paulo no início dos anos 1990 pela X FM (atual CBN São Paulo), onde apresentou o programa "Show da X".
Jimy Raw chegou a apresentar programas também na TV, tendo trabalhado na Rede Manchete nos programas 'Bike Show' e 'Shock', com várias participações em eventos televisivos e no carnaval.  
Depois obteve consagração na apresentação do Globo de Ouro, na Rede Globo, de setembro de 1989 até dezembro de 1989, com a atriz Isabela Garcia. Voltou para apresentar o último programa ,em 28 de dezembro de 1990, junto com a atriz Adriana Esteves.
Em 1992 atuou como cantor,  gravando o LP "Tudo Bem".
Entre 2006 a 2016 trabalhou na Super Rádio Tupi do Rio de Janeiro, do Grupo Diários Associados, apresentando o 'Baú da Tupi' aos domingos das 00:00 às 03:00.
Afastado da Rádio Tupi, participava do canal do youtube "A Turma do Rádio", junto com outros radialistas sem espaço nas rádios comerciais.
Teve como companheira Luciana Sargentelli, filha do sambista e apresentador do 'show de mulatas' Oswaldo Sargentelli.
Desde 19 de abril de 2020, o radialista começou a sentir os sintomas da COVID-19, em 7 de maio deu entrada na UTI do Hospital Municipal Ronaldo Gazolla, na Zona Norte do Rio de Janeiro. No dia 20 de maio de 2020, deixou a UTI, aparentemente em processo de recuperação e foi encaminhado para a enfermaria. Mas teve uma piora repentina, retornando à UTI e acabou não resistindo e vindo a falecer em 2 de junho de 2020 aos 58 anos de idade.
Em comunicado, a Super Rádio Tupi agradeceu "a parceria de todos esses anos" e lamentou a morte do radialista.